# Strongylocentrotus
A Strongylocentrotus a tengerisünök (Echinoidea) osztályának Camarodonta rendjébe, ezen belül a Strongylocentrotidae családjába tartozó nem.

## Rendszerezés
A nembe az alábbi 8 élő és 4 fosszilis faj tartozik:
- †Strongylocentrotus antiquus Philip, 1965 - miocén
- Strongylocentrotus djakonovi Baranova, 1957
- Strongylocentrotus droebachiensis (O.F. Müller, 1776) - típusfaj
- Strongylocentrotus fragilis Jackson, 1912
- Strongylocentrotus intermedius (A. Agassiz, 1864)
- †Strongylocentrotus magistrus Nisiyama, 1966 - pliocén
- †Strongylocentrotus octoporus Nisiyama, 1966 - miocén - kora pliocén
- Strongylocentrotus pallidus (G.O. Sars, 1871)
- Strongylocentrotus polyacanthus A. Agassiz & H.L. Clark, 1907
- Strongylocentrotus pulchellus A. Agassiz & H.L. Clark, 1907
- lila tengerisün (Strongylocentrotus purpuratus) (Stimpson, 1857)
- †Strongylocentrotus minihagali Deraniyagala, 1961 - miocén; nomen dubium